# Unterseeboot 92 (1942)
Pour les articles homonymes, voir Unterseeboot 92.
Le Unterseeboot 92 (ou U-92) est un sous-marin allemand (U-Boot) de type VII.C construit pour la Kriegsmarine pendant la Seconde Guerre mondiale.

## Construction
L'U-92 est issu du programme 1937-1938 pour une nouvelle classe de sous-marins océaniques. Il est de type VII C lancé entre 1936 et 1940. Construit dans les chantiers de Flender Werke AG à Lübeck, la quille du U-92 est posée le 25 novembre 1940 et il est lancé le 10 janvier 1942. L'U-92 entre en service deux mois plus tard.

## Historique
L'U-92 se trouve en service le 3 mars 1942, comme sous-marin de formation des équipages, au sein de la 5. Unterseebootsflottille à Kiel.

Le 1er septembre 1942, l'U-92 devient opérationnel dans la 9. Unterseebootsflottille à Brest.
Il commence sa première patrouille de guerre en laissant le port de Kiel, le 12 août 1942, dirigé par l'Oberleutnant zur See Adolf Oelrich. Après cinquante-trois jours de traversée, il arrive à la base sous-marine de Brest le 25 septembre 1942.
L'Unterseeboot 92 a effectué neuf patrouilles dans lesquelles il a coulé deux navires marchands pour un total de 17 612 tonneaux et endommagé un navire marchand de 9 348 tonneaux et endommagé de manière irrécupérable un navire de guerre de 1 625 tonnes, l'ensemble en 401 jours en mer.
Pour sa neuvième patrouille, l'U-92 quitte la base sous-marine de Brest le 25 janvier 1944 sous les ordres de l'Oberleutnant zur See Wilhelm Brauel. Après quarante-quatre jours de croisière et après avoir endommagé de manière irrécupérable un navire de guerre de 1 625 tonnes, l'U-92 arrive à Trondheim le 29 septembre 1944.
L'U-92 est sérieusement endommagé le 4 octobre 1944 à Bergen lors d'un raid aérien de la Royal Air Force sur l'U-Bunker Bruno. Retiré du service actif il est désarmé le 12 octobre 1944 et mis à la ferraille.

## Affectations
- 5. Unterseebootsflottille à Kiel du 3 mars au 31 août 1942 (entrainement)
- 9. Unterseebootsflottille à Brest du 1er septembre 1942 au 12 octobre 1944 (service actif)

## Commandement
- Kapitänleutnant Adolf Oelrich du 3 mars 1942 à août 1943
- Kapitänleutnant Horst-Thilo Queck d'août 1943 au 27 juin 1944
- Oberleutnant zur See Wilhelm Brauel du 28 juin au 12 octobre 1944

## Patrouilles
|       | Commandant               | Départ            | Départ | Arrivée           | Arrivée   | Jours     | Succès   |
| ----- | ------------------------ | ----------------- | ------ | ----------------- | --------- | --------- | -------- |
| 1     | Oblt. Adolf Oelrich      | 12 août 1942      | Kiel   | 25 septembre 1942 | Brest     | 45 jours  |          |
| 2     | Oblt. Adolf Oelrich      | 24 octobre 1942   | Brest  | 28 décembre 1942  | Brest     | 66 jours  | 7 622    |
| 3     | Kptlt. Adolf Oelrich     | 6 février 1943    | Brest  | 5 mars 1942       | Brest     | 28 jours  | 19 338   |
| 4     | Kptlt. Adolf Oelrich     | 12 avril 1943     | Brest  | 26 juin 1943      | Brest     | 76 jours  |          |
|       | Kptlt. Horst-Thilo Queck | 16 septembre 1943 | Brest  | 17 septembre 1943 | Brest     | 2 jours   |          |
| 5     | Kptlt. Horst-Thilo Queck | 25 septembre 1943 | Brest  | 7 octobre 1944    | Brest     | 13 jours  |          |
| 6     | Kptlt. Adolf Oelrich     | 21 novembre 1943  | Brest  | 18 janvier 1944   | Brest     | 59 jours  |          |
| 7     | Kptlt. Adolf Oelrich     | 5 mars 1944       | Brest  | 10 mai 1944       | Brest     | 67 jours  |          |
| 8     | Oblt. Wilhelm Brauel     | 8 juillet 1944    | Brest  | 10 juillet 1944   | Brest     | 3 jours   |          |
| 9     | Oblt. Wilhelm Brauel     | 17 août 1944      | Brest  | 29 septembre 1944 | Trondheim | 44 jours  | 1 625    |
| Total | Total                    | Total             | Total  | Total             | Total     | 401 jours | 28 585 t |

Note : Kptlt. = Kapitänleutnant - Oblt.  = Oberleutnant zur See

### Opérations Wolfpack
L'U-92 a opéré avec les Wolfpacks (meutes de loup) durant sa carrière opérationnelle:
- Vorwärts (25 août 1942 - 17 septembre 1942)
- Natter (2 novembre 1942 - 8 novembre 1942)
- Westwall (8 novembre 1942 - 16 décembre 1942)
- Ritter (11 février 1943 - 18 février 1943)
- Knappen (19 février 1943 - 25 février 1943)
- Specht (19 avril 1943 - 2 mai 1943)
- Inn (11 mai 1943 - 15 mai 1943)
- Naab (12 mai 1943 - 15 mai 1943)
- Donau 1 (15 mai 1943 - 17 mai 1943)
- Donau 2 (17 mai 1943 - 26 mai 1943)
- Trutz (1er juin 1943 - 6 juin 1943)
- Coronel (4 décembre 1943 - 8 décembre 1943)
- Coronel 1 (8 décembre 1943 - 14 décembre 1943)
- Coronel 2 (14 décembre 1943 - 17 décembre 1943)
- Föhr (18 décembre 1943 - 23 décembre 1943)
- Rügen 5 (23 décembre 1943 - 2 janvier 1944)
- Rügen 4 (2 janvier 1944 - 5 janvier 1944)
- Rügen 5 (5 janvier 1944 - 7 janvier 1944)
- Rügen (7 janvier 1944 - 8 janvier 1944)
- Preussen (16 mars 1944 - 22 mars 1944)

## Navires coulés
L'Unterseeboot 92 a coulé 2 navires marchands pour un total de 17 612 tonneaux et endommagé 1 navire marchand de 9 348 tonneaux et endommagé de manière irrécupérable un navire de guerre de 1 625 tonnes lors de ses 9 patrouilles (401 jours en mer) qu'il effectua.
| Date             | Nom                 | Nationalité     | Tonnage (GRT) | Convoi | Fait                      |
| ---------------- | ------------------- | --------------- | ------------- | ------ | ------------------------- |
| 16 novembre 1942 | Clan Mactaggart     | Grande-Bretagne | 7 622         | MKS-1X | Coulé                     |
| 21 février 1943  | Empire Trader       | Grande-Bretagne | 9 990         | ON-166 | Coulé                     |
| 22 février 1943  | N.T. Nielsen-Alonso | Norvège         | 9 348         | ON-166 | Endommagé                 |
| 27 août 1944     | USS LST-327         | USA             | 1 625         |        | Endommagé - Irrécupérable |

### Sources
- (en) Cet article est partiellement ou en totalité issu de l’article de Wikipédia en anglais intitulé « German submarine U-92 (1942) » (voir la liste des auteurs).